# Historiska domsagor i Stockholms län
Historiska domsagor i Stockholms län består av domsagor i Stockholms län före och efter tingsrättsreformen 1971. Domsagorna låg under Svea hovrätt. 
Domsagorna bestod ursprungligen av häradernas tingslag inom vilka motsvarande häradsrätt var verksam. Städerna omfattades inte av häradernas jurisdiktion, utan lydde under de egna rådhusrätterna.

## Domsagor från tiden efter 1971
Dessa var renodlade domkretsar till tingsrätterna:
- Attunda domsaga från 2007, namnändrades 1 juli 2018 till Attunda domkrets
- Nacka domsaga, namnändrades 1 juli 2018 till Nacka domkrets
- Norrtälje domsaga, namnändrades 1 juli 2018 till Norrtälje domkrets
- Solna domsaga, namnändrades 1 juli 2018 till Solna domkrets
- Stockholms domsaga, namnändrades 1 juli 2018 till Stockholms domkrets
- Södertälje domsaga, namnändrades 1 juli 2018 till Södertälje domkrets
- Södertörns domsaga från 2007, namnändrades 1 juli 2018 till Södertörns domkrets

historiska
- Stockholms domsaga upphörde 2007.
- Sollentuna domsaga från 1977, upphörde 2007. Uppgick i Attunda domsaga
- Södra Roslags domsaga upphörde 2007. Uppgick i Attunda domsaga
- Handens domsaga från 1974, upphörde 2007. Uppgick i Nacka domsaga och Södertörns domsaga.
- Huddinge domsaga upphörde 2007. Uppgick i Södertälje domsaga och Södertörns domsaga.
- Jakobsbergs domsaga upphörde 2000. Uppgick i Sollentuna domsaga.
- Sollentuna och Färentuna domsaga upphörde 1977. Uppgick i Sollentuna domsaga och Jakobsbergs domnsaga.
- Stockholms läns västra domsaga upphörde 1977. Uppgick i Sollentuna domsaga.

## Upphörda 1971
- Norra Roslags domsaga från 1863
- Mellersta Roslags domsaga från 1863
- Stockholms läns västra domsaga från 1844
- Södra Roslags domsaga från 1844
- Sollentuna och Färentuna domsaga från 1916
- Solna domsaga från 1952
- Södertörns domsaga från 1689
- Svartlösa domsaga från 1959

## Upphörda före 1863
se respektive häradsartikel